# Trollhättans Shia Moské
Trollhättans Shia Moské drivs av Islamiska Kulturföreningen i Trollhättan och är shiitisk. Den ligger i stadsdelen Lextorp, i södra delen av Trollhättan.

## Historik
Majoriteten av muslimerna i Skandinavien är sunnimuslimer. Ett väsentligt undantag utgör de shiamuslimer med indiskt ursprung som 1973 kom till Sverige. Detta som en följd av Idi Amins politik att utvisa alla asiater från Uganda. De indiska shiamuslimerna slog sig ned i Trollhättan, där de bildade en församling 1976 och 1985 uppfördes Trollhättans moské.
Den 14 augusti 1993 brann den ner efter ett brandanslag som begicks av  nynazister, en som led av en kronisk mental sjukdom, och med hjälp av molotovcocktails. En av gärningsmännen var under 16 år och tog livet av sig efter en polisjakt i Trollhättan. Den nuvarande moskén är större och byggd på samma plats som där den förutvarande moskén var placerad.